# Curatore editoriale
Il curatore editoriale è una figura centrale del mondo dell'editoria. Il suo compito è quello di affiancare l'autore durante la stesura dell'opera. Il curatore dà consigli su come limare, rimaneggiare, strutturare il testo per renderlo adatto alla pubblicazione. Un ruolo analogo esiste anche nelle redazioni giornalistiche.

## In editoria
Nel settore editoriale la figura del curatore, a seconda dei ruoli rivestiti, può essere compendiata in due diverse accezioni:
- in qualità di 'scopritore di talenti'  (talent scout) non solo legge manoscritti e ne sollecita la pubblicazione presso l'editore, ma cerca anche nuovi autori da lanciare sul mercato – partendo da qualunque forma di espressione scritta;
- d'altra parte, compito tipico del curatore è quello di mantenere i rapporti con l'autore per conto della casa editrice. Egli si assicura che il materiale ricevuto sia conforme alle aspettative dell'editore, e verifica e corregge i testi (non in termini di refusi, quanto invece spetta al correttore di bozze). Le sue mansioni comprendono pure l'evidenziare aspetti o passi (lacunosi o emendabili) su cui l'autore dovrà intervenire di necessità perché il libro assuma la forma finale atta alla pubblicazione: nel rispetto degli standard contenutistici e formali tipici della collana nella quale la pubblicazione verrà inserita.

### Il curatore
Il lavoro del curatore riguarda la realizzazione della parte testuale del progetto editoriale.
In particolare, egli si occupa dei seguenti compiti: revisione del testo; lettura redazionale; struttura delle parti; compilazione di indici e titoli; verifica della correzione delle bozze e della collazione; confronto con il testo corretto dall'autore; controllo finale della copia cianografica prima della stampa.
Il lavoro dei curatori è coordinato dal direttore editoriale, sovrintendente ai lavori relativi alla parte testuale (redazione; correzione delle bozze; verifica della qualità). Questo viene in genere affiancato da un direttore artistico, il quale invece supervisiona la parte visiva del processo di produzione (complementare a quella testuale).

### Il revisore del testo
La figura del curatore editoriale si distingue anche da un'altra figura tipica del mondo editoriale: il revisore, il cui lavoro consiste nel migliorare a livello strutturale (trama, costruzione dei personaggi, dialoghi ecc.) il testo presentato dallo scrittore. Il suo lavoro, volto dunque all'affinamento (e adeguamento) della resa stilistica dell'opera (romanzo o saggio), prende il nome di 'normazione editoriale' (o editing).
La normazione editoriale di un'opera letteraria «si articola in diverse fasi, che vanno dalla revisione linguistica (che riguarda fondamentalmente la purezza e l'eleganza dell'esposizione) all'affinamento dell'espressione (che concerne l'efficacia della comunicazione in stretta relazione con i contenuti). Entrambe le fasi richiedono ovviamente da parte dell'editor una solida preparazione letteraria, attitudine alla critica e buon gusto».

## In una redazione giornalistica
La cura editoriale degli articoli consta di due attività differenti, espletate in momenti distinti:
- lettura, uniformazione e revisione del pezzo da consegnare in tipografia per la composizione;
- rifinitura del testo composto fino alla fase precedente la stampa.

Chi svolge questa funzione è il caposervizio, il quale riceve gli articoli dei corrispondenti e degli inviati, e decide la loro collocazione in pagina: secondo la qualità del pezzo e in armonia con la linea editoriale della testata.
Nei grandi giornali esiste un caposervizio per ogni settore particolare, come la cultura o l'economia (ed esistono anche redazioni distaccate per le edizioni locali). Nei piccoli giornali, all'opposto, la figura del caposervizio è fusa con quella del caporedattore.
Nell'Ottocento erano presenti giornali senza una redazione: gli articoli erano redatti dai corrispondenti. In questi casi il 'compilatore' era colui che ne raccoglieva i contributi e li impaginava, realizzando materialmente il giornale.

## I principi del curatore editoriale
Nell'approccio quotidiano al testo, sono fondamentali per il curatore alcune regole, definite nel gergo editoriale 'le 4 C' (similmente a quelle della 5 W giornalistica): coerenza, chiarezza, chiusura, correttezza. 
Coerenza
La coerenza, in relazione al contenitore (libro, pagina web, fascicolabile, guidistica ecc.) in cui è inserito, si esprime con un linguaggio appropriato rispetto al pubblico a cui si rivolge lo scritto. 
Chiarezza
La chiarezza riguarda l'esposizione, la quale deve essere quanto più semplice e comprensibile possibile; il testo dovrà presentare un incipit che introduca la tesi, uno svolgimento, e una sintesi che faccia tornare il lettore all'incipit e lo giustifichi. 
Chiusura
La chiusura è relativa alla presenza di titolo, occhiello, sommario, testatine, titoletti, oltre che di una formattazione adeguata a seconda dell'opera. Stante la scomparsa – per ragioni economiche – dei "draghi" dalle case editrici (leggendari e coltissimi correttori di bozze, talvolta, precursori della figura dello stesso curatore), ora è il curatore a farsi carico dei refusi.
(Il curatore sigla le N.d.R, cioè le Note di Redazione. 
Alcune agenzie esterne, per conto di editori, svolgono servizi di revisione avvalendosi di professionisti indipendenti o associati.)
Correttezza
La correttezza è quella ortografica, grammaticale e sintattica.